# Liste von Persönlichkeiten aus Baden AG
Diese Liste enthält Persönlichkeiten, die in der Schweizer Stadt Baden im Kanton Aargau geboren wurden oder später hier gelebt haben.

## In Baden geboren
- Cosmas Alder (1497–1550), Komponist
- Emma Altherr-Simond (1838–1925), Hotelierin
- Michelle Andres (* 1997), Radsportlerin
- Emil Anner (1870–1925), Maler
- Stephan Attiger (* 1967), Regierungsrat
- Silvia Bächli (* 1956), bildende Künstlerin
- Emil Albert Baldinger (1838–1907), Forstwissenschaftler und Politiker
- Kastor Baldinger (1760–1810), Regierungsrat
- Wilhelm Karl Baldinger (1810–1881), Nationalrat
- Giacomo Balzarini (* 1968), italienischer Manager in der Schweiz
- Christoph Baumann (* 1954), Jazz- und Improvisationsmusiker, Hochschullehrer
- Maria Bodmer (um 1598–1642), Opfer der Hexenverfolgung in Baden
- Edith Boissonnas (1904–1989), Dichterin, Literaturkritikerin und Journalistin
- Abraham Amy Bollag (1924–1923), Unternehmer, Künstler (Illustrator)
- Barbara Borsinger (1892–1972), Krankenschwester und Flüchtlingshelferin
- Hilde Vérène Borsinger (1897–1986), Juristin und Frauenrechtlerin
- Kaspar Borsinger (1801–1859), Regierungsrat
- Niki Böschenstein (* 1985), Kunstturner
- Theodor Boveri (1892–1977), Verwaltungsratspräsident von Motor-Columbus und Atel
- Walter E. Boveri (1894–1972), Verwaltungsratspräsident der BBC 1938–1966
- Pascale Bruderer (* 1977), Nationalrätin
- Alfred Bruggmann (1922–2006), Kabarettist
- George Büchi (1921–1998), Chemiker
- Oliver Buff (* 1992), Fussballspieler
- Friedrich Joseph Bürli (1813–1889), National- und Ständerat, Stadtammann
- Fritz Caspari (1914–2010), Historiker und Diplomat
- Elfie Casty (?–2014), Autorin von Kochbüchern
- Phil Dalhausser (* 1980), US-amerikanischer Beachvolleyballspieler
- Moritz Daum (* 1973), deutscher Psychologe und Hochschullehrer
- Alberich Denzler (1759–1840), Abt von Wettingen
- Hugo W. Doppler (* 1942), Numismatiker und Buchhändler
- Edmund Dorer (1831–1890), Dichter, Übersetzer und Hispanist
- Euphemia Dorer (1667–1752), Ordensfrau der Ursulinen, Pionierin der Mädchenbildung
- Franz Dorer (1778–1840), Regierungsrat
- Otto Dorer (1851–1920), Architekt
- Robert Dorer (1830–1893), Bildhauer
- Eduard Dorer-Egloff (1807–1864), Regierungsrat, Schriftsteller und Dichter
- Christine Egerszegi-Obrist (* 1948), National- und Ständerätin
- Franz Carl Egloff (1645–1725), Ratsherr, Stadthauptmann und Untervogt
- Luise Egloff (1804–1835), Dichterin
- Thomas Erastus (1524–1583), reformierter Theologe und Mediziner
- Emil Frey (1889–1946), Komponist, Pianist und Musikpädagoge
- Hans-Jörg Frey (* 1952), Schauspieler
- Kaspar Frey (* um 1460/70–um 1526/27), Chronist und Verwaltungsbeamter in Baden, Zürich sowie der Abtei St. Gallen
- Peter K. Frey (* 1941), Jazzbassist und Klangkünstler
- Suzanne Frey-Kupper (* 1958), Altertumswissenschaftlerin und Numismatikerin
- Peter Grünig (1923–1977), Politiker und Forstingenieur
- Johann Ulrich Hanauer (1807–1871), Nationalrat und Regierungsrat
- Christoph Heusser (* 1974), Schauspieler
- Aaron Hitz (* 1984), Schauspieler
- Anne-Marie Höchli (1923–2018), Politikerin
- Albert Hofmann (1906–2008), Chemiker und Autor, Entdecker des LSD
- Rainer Huber (* 1948), Regierungsrat
- Ruth Humbel Näf (* 1957), Nationalrätin
- Joseph Caspar Jeuch (1811–1895), Architekt
- Dion Kacuri (* 2004), Fussballspieler
- Anton Keller (1934–2025), Verfassungsrat und Nationalrat
- Armin Kellersberger (1838–1905), Ständerat und Stadtammann
- Paul König (1933–2024), Schriftsteller
- Franz Martin Küng (1948–2023), Pianist und Musikpädagoge
- Louis Lang (1921–2001), Jurist und Politiker
- Hans Leu der Ältere (1460–1507), Maler
- Fritz Leutwiler (1924–1997), Volkswirtschafter
- Robert Mächler (1909–1996), Schriftsteller und Journalist
- Walter Mäder (1898–1987), Unternehmer
- Joël Mall (* 1991), Fussballspieler
- Madeleine Marti (* 1957), Autorin, Schreibberaterin und Forscherin
- Sita Mazumder (* 1970), Ökonomin und Unternehmerin
- Robert Meier (1867–1974), Malermeister und ältester Schweizer
- Adrian Meyer (* 1942), Architekt und Hochschullehrer
- Carl Diethelm Meyer (1840–1884), Maler
- Rudolf W. Meyer (1915–1989), Philosoph
- Urs Albert Meyer (* 1938), Klinischer Pharmakologe und Hochschullehrer
- Marco Michel (* 1984), Schauspieler
- Lars Mlekusch (* 1978), Dirigent, Saxophonist, Hochschulprofessor und Kulturmanager
- Stefan Mörker (* 1978), Skeletonpilot
- Karl Moser (1860–1936), Architekt
- Robert Moser (1833–1901), Architekt
- August Mühlebach (1872–1934), Nationalrat und Agrarwissenschaftler
- Gregor Müller (1842–1934), römisch-katholischer Ordenspriester, Redakteur und Historiker
- Patrik Müller (* 1975), Journalist
- Heinrich Murer (1588–1638), Historiker und Kartäusermönch
- Werner Nefflen (1919–2014), Fotograf
- Joseph Nieriker (1828–1903), Zeichner, Illustrator und Zeichenlehrer
- Edith Oppenheim-Jonas (1907–2001), Malerin, Zeichnerin und Karikaturistin
- Roy Oppenheim (1940–2025), Kulturpublizist und Medienmanager
- Johann Rudolf Rengger (1795–1832), Naturforscher und Arzt
- Heinz Rey (* 1943), Rechtswissenschaftler
- Karin Ruckstuhl (* 1980), niederländische Leichtathletin
- Amel Rustemoski (* 2000), nordmazedonisch-schweizerischer Fussballspieler
- Mats Scheidegger (* 1973), klassischer Gitarrist
- Gabriela Scherer (* 1963), Germanistin
- Dolf Schnebli (1928–2009), Architekt
- Markus Schneider (* 1965), Politiker
- Adrian Schoop (* 1985), Unternehmer und Politiker
- Irma Schweitzer (1882–1967), französisch-schweizerische Schriftstellerin und Friedensaktivistin
- Christoph Silberysen (1541–1608), Abt und Buchillustrator
- Ambros Speiser (1922–2003), Ingenieur
- Peter Sprenger (1953–2018), liechtensteinischer Rechtsanwalt, Politiker und Bergsteiger
- Dieter Stamm (* 1965), Autor und Journalist
- Eugen Steimer (1860–1926), Dekorationsmaler und Zeichenlehrer
- Jörg Stiel (* 1968), Fussballspieler
- Joseph Wendolin Straub (1800–1869), Hochschullehrer, Rektor und Autor
- Robert Straub (1832–1901), National-, Stände- und Regierungsrat
- Heiner Studer (* 1949), Nationalrat
- Lilian Studer (* 1977), Politikerin
- Fridolin Summerer (1628–1674), Benediktinermönch, Abt des Klosters Muri in den Freien Ämtern
- Fred Unger (1917–2000), Architekt
- Howard Vernon (1908–1996), Schauspieler
- Robert Vögeli (1927–2005), Milizoffizier
- Peter Voser (* 1958), Manager bei Shell und ABB
- Ilse Weber, auch Ilse Weber-Zubler (1908–1984), Malerin
- Ruth Wiederkehr (* 1983), Germanistin und Historikerin
- Annemarie Wildeisen (* 1946), Fernsehköchin und Kochbuchautorin
- Bea Wyler (* 1951), Rabbinerin
- Veit Wyler (1908–2002), zionistischer Politiker
- Carl August Zehnder (* 1937), Informatiker und Hochschullehrer
- Raphael Zehnder (* 1963), Journalist und Schriftsteller
- Nadja Zimmermann (* 1976), Fernsehmoderatorin

## Bekannte Einwohner
- Johannes Aal (1500–1551), Theologe, Komponist und Dramatiker
- Albert Aichele (1865–1922), Pionier der Elektrotechnik
- Gregor Allhelg († 1676), Bildhauer und Architekt
- Renato Arlati (1936–2005), Schriftsteller
- August Bärlocher (1887–1968), Publizist, Chefredaktor Aargauer Volksblatt
- Daniela Berger (* 1956), geb. Dietrich, Stadträtin und Tänzerin
- Peter C. Beyeler (* 1945), Regierungsrat
- Julius Binder (* 1925), National- und Ständerat
- Marianne Binder-Keller (* 1958), National- und Ständerätin
- Heinrich Bolleter (* 1941), Bischof der Evangelisch-methodistischen Kirche
- Walter Boveri (1865–1924), Gründer der BBC und von Motor-Columbus
- Poggio Bracciolini (1380–1459), Humanist, Schriftsteller
- Charles Eugene Lancelot Brown (1863–1924), Gründer der BBC
- Sidney Brown (1865–1941), technischer Leiter der BBC und Kunstsammler
- Jakob Buchli (1876–1945), Lokomotivkonstrukteur
- Margrit Conrad (1918–2005), international tätige Altistin
- Hedwig Dorosz (1905–1946), Schriftstellerin
- Hartmann Feierabend († 1512), Pfarrer, Humanist, und Begründer der Stiftsbibliothek
- Fritz Funk (1857–1938), Verwaltungsratspräsident der BBC
- Willi Gautschi (1920–2004), Historiker
- Karl Grenacher (1907–1989), Musikpädagoge, Musikdirektor, international tätiger Musiker
- Verena Hoehne (1945–2012), Journalistin und Autorin
- Josef Jäger (1852–1927), Lehrer, Journalist, Nationalrat und Stadtammann
- Christoph Keller (* 1959), Journalist, Radioreporter und Schriftsteller
- Rosemarie Keller (* 1937), Journalistin und Schriftstellerin
- Karl Killer (1878–1948), Nationalrat, Ständerat und Stadtammann
- Max Müller, (1907–1987), Stadtammann und Grossrat
- Johann Alois Minnich (1801–1885), Badearzt
- Otto Mittler (1890–1970), Historiker
- Geri Müller (* 1960), Stadt- und Nationalrat
- Albert Räber (1901–1990), Politiker
- Karl Dominik von Reding (1755–1815), Politiker
- Karl von Reding (1779–1853), Regierungsrat und Richter
- Victor Rickenbach (1928–2007), Stadtammann und Regierungsrat
- Suly Röthlisberger (* 1949), Schauspielerin
- August Schirmer (1908–1973), Wirtschafts- und Rechtskonsulent und Politiker
- Luzi Stamm (* 1952), Nationalrat
- Adrian Stern (* 1975), Popsänger
- August Süsstrunk (1915–1994), Geophysiker, Professor, Vizedirektor Lehrerseminar Wettingen
- Cédric Wermuth (* 1986), Politiker
- Michel Birri (* 1987), Radio- und Fernsehmoderator
- Alex W. Widmer (1956–2008), Manager
- Heinrich Wild (1877–1951), Vermesser, Erfinder und Firmengründer
- Anita Winter (* 17. August 1962), Gründerin und Präsidentin der Gamaraal Foundation
- Josef Zehnder (1810–1896), Verleger, Journalist, Buchdrucker und Politiker

## Ehrenbürger
In Baden verleihen sowohl die Einwohnergemeinde als auch die Ortsbürgergemeinde das Ehrenbürgerrecht. Die grosse Mehrheit der Geehrten ist lediglich im lokalen Zusammenhang von Bedeutung. Von überregionaler Bedeutung sind insbesondere jene Personen, die zur Gründergeneration des Elektrotechnikkonzerns Brown, Boveri & Cie. (heute ABB) gehören (Walter Boveri, Charles Eugene Lancelot Brown, Sidney Brown, Fritz Funk) sowie jene, die zur Ansiedlung des Unternehmens massgeblich beigetragen haben (Louis Theodor Pfister und Carl Pfister).